# Изкуства и занаяти
Движението „Изкуства и занаяти“ (на английски: Arts & Crafts) е художествено направление от Викторианската епоха..
Заражда се на Британските острови, разпространява се в САЩ и други страни в Европа и Америка, процъфтявайки в периода от 1880 до 1920 г.
Основател на движението е английският поет, художник и мислител Уилям Морис. Неговите последователи изработват ръчно предмети на декоративно-приложното изкуство, като се стремят да сближат изкуствата и занаятите.
Програмата на движението взема като основа движението на прерафаелитите, които идеализират самобитното творчество на средновековните занаятчии и го противопоставят на бездушното и обезличено машинно производство на капитализма.
Движението служи за отправна точка при формирането на стила модерн и на съвременния дизайн.